# Bezzia melanesiae
Bezzia melanesiae är en tvåvingeart som beskrevs av Clastrier 1985. Bezzia melanesiae ingår i släktet Bezzia och familjen svidknott.
Artens utbredningsområde är Nya Kaledonien. Inga underarter finns listade i Catalogue of Life.